# Тед Мур (кінооператор)
Тед Мур (англ. Ted Moore; 7 серпня 1914—1987) — південноафриканський кінооператор, відомий своїми роботами над семи фільмами про Джеймса Бонда в 1960-х та на початку 1970-х. Він здобув премію Оскар за кращу операторську роботу над стрічкю «Людина на всі часи» Фреда Циннеманна, а також дві нагороди BAFTA за кращу кінематографію за фільми «Людина на всі часи» та «З Росії з любов'ю»

## Біографія
Тед Мур народився у Південній Африці. У віці 16 років він переїхав до Великої Британії, де служив у Королівських ВПС під час Другої світової війни. Під час війни він приєднався до підрозділу, ща займалось кінозйомками. Відтоді він Тед почав освоювати ремесло оператора.
Він працював над низкою фільмів для фільмів студії Warwick Films продюсерського дуету Ірвінга Аллена та Альберта Брокколі, серед яких «Герої з раковин», «Зарак», «Джонні Ніхто» та «Не час вмирати».
У 1962 році Брокколі та режисер Теренс Янг запросили Теда у якості кінооператора для першого фільму про Джеймса Бонда «Доктор Ноу». Мур продовжив свою роботу ще на шістю фільмами про Бонда: «З Росії з любов'ю» (за яку він отримав нагороду BAFTA), «Голдфінгер», «Кульова блискавка», «Діаманти залишаються назавжди», «Живи та дай померти», а також частиною фільму «Чоловік із золотим пістолетом», де його через хворобу замінив Освальд Морріс.
Крім того, Мур отримав премію BAFTA та Оскар за операторську роботу у найкращий картині 1967 року «Людина на всі часи» та став першим південноафриканцем, який отримав нагороду Академії. Він також працював над такими культовими стрічками, як «День триффідів», «Золота подорож Сіндбада», та «Битва титанів».

## Фільмографія
1. 1954: April in Portugal
2. 1955: A Prize of Gold
3. 1955: The Gamma People
4. 1956: «Одонго» / Odongo
5. 1957: «Зарак» / Zarak
6. 1957: «Інтерпол» / Interpol
7. 1957: «Як вбити заможнього дядька» / How to Murder a Rich Uncle
8. 1957: High Flight
9. 1958: «Не час вмирати» / No Time To Die
10. 1958: The Man Inside
11. 1959: «Ідол на параді» / Idol on Parade
12. 1959: «Бандит Жобе» / The Bandit of Zhobe
13. 1959: «Убивці з Кіліманджаро» / Killers of Kilimanjaro
14. 1960: «Джазовий човен» / Jazz Boat
15. 1960: «Давай одружимося» / Let's Get Married
16. 1960: The Trials of Oscar Wilde
17. 1960: «В Ніка» / In the Nick
18. 1961: «Джонні Ніхто» / Johnny Nobody
19. 1961: «Гелліони» / The Hellions
20. 1962: Mix Me a Person
21. 1962: «Доктор Ноу» / Dr. No
22. 1962: «День триффідів» / The Day of the Triffids
23. 1963: Nine Hours to Rama
24. 1963: «Називай мене Бвана» / Call Me Bwana
25. 1963: «З Росії з любов'ю» / From Russia With Love
26. 1964: «Голдфінгер» / Goldfinger
27. 1965: «Любовні пригоди Молль Флендерс» / The Amorous Adventures of Moll Flanders
28. 1965: «Кульова блискавка» / Thunderball
29. 1966: «Людина на всі часи» / A Man for All Seasons
30. 1967: The Last Safari
31. 1968: Prudence and the Pill
32. 1968: «Шалако» / Thunderball
33. 1969: The Prime of Miss Jean Brodie
34. 1969: The Chairman (uncredited)
35. 1970: «Братська любов» / Country Dance
36. 1971: She'll Follow You Anywhere
37. 1971: «Діаманти залишаються назавжди» / Diamonds Are Forever
38. 1973: Psychomania
39. 1973: «Живи та дай померти» / Live And Let Die
40. 1974: «Золота подорож Сіндбада» / The Golden Voyage of Sinbad
41. 1974: The Story of Jacob and Joseph (television film)
42. 1974: «Чоловік із золотим пістолетом» / Live And Let Die
43. 1977: «Сіндбад і око тигра» / Sinbad and the Eye of the Tiger
44. 1977: Orca
45. 1978: Dominique
46. 1980: The Martian Chronicles (miniseries; 3 episodes)
47. 1981: «Битва титанів» / Clash of the Titans
48. 1981: Priest of Love
49. 1982: «Чарльз і Діана: Королівська історія кохання» / Charles & Diana: A Royal Love Story

## Нагороди та номінації
Академія кіномистецтв та наук
- Краща операторська робота
  - «Людина на всі часи» (виграв)

Британська академія кіно- і телевізійних мистецтв
- Краща операторська робота
  - «З Росії з любов'ю» (виграв)
  - «Людина на всі часи» (виграв)

Британське товариство кінематографістів
- Краща операторська робота
  - «З Росії з любов'ю» (виграв)